# Koncept politických příležitostí
Koncept politických příležitostí, někdy také známý jako koncept politických procesů nebo struktura politických příležitostí, je přístup sociálních hnutí silně ovlivněný moderní politickou sociologií. Tvrdí, že úspěch či neúspěch sociálních hnutí je primárně ovlivněn politickými příležitostmi. Za nejpřednější stoupence tohoto konceptu jsou považováni sociální teoretici Peter Eisinger, Sidney Tarrow, David Meyer a Dough McAdam.

## Teorie
Tři hlavní složky formování hnutí jsou:
1. Rebelské vědomí: určití členové společnosti se cítí sociálně handicapovaní, týraní a cítí křivdu vůči systému, který vnímají jako nespravedlivý.[1] Když se vyvine kolektivní pocit nespravedlnosti, motivuje lidi, aby se stali členy hnutí.[1] Aktivisté v hnutích si nevybírají své cíle náhodně, je to politický kontext, který zdůrazňuje určitou křivdu, kolem které se hnutí seskupilo.[2]
2. Organizační síla: sociální hnutí musí mít silné a schopné vedení a dostatečné prostředky.[1] Přidružené a přirozené organizace také hrají velkou roli při verbování a motivování aktérů, aby se připojili a účastnili sociálních hnutí. Často je vzestup hnutí spojen s jinými, už existujícími a dobře organizovanými skupinami jednotlivců, které propůjčují hnutí prostředky a podporu. Tato složka má mnoho společného s teorií mobilizace prostředků, hlavně pokud jde o mobilizaci prostředků mimo samotné hnutí.
3. Politické příležitosti: je-li stávající politický systém náchylný k výzvám, vytváří příležitost pro hnutí a jejich členy předlož výzvy a pokus využít tohoto příhodného momentu k prosazení sociální změny.[1]

Tato náchylnost může být výsledkem:
1. Zvyšujícího se politického pluralismu
2. Snížení politické represe
3. Rozdělení v řadách elit
4. Zvýšeného počtu udělování volebního práva[1]

Koncept politických příležitostí tvrdí, že jednání aktivistů je závislé na dostupnosti (nebo nedostatku) specifických politických příležitostí. Existuje více variant politických příležitostí, ale Myerova (2004) vyzdvihuje tu Tarrowovu (1998):
„neměnné – ale ne nutně formální nebo trvalé – sféry politického boje jsou těmi, které povzbuzují lidi k zapojení se do diskutabilní politiky“.
Z těchto tří bodů vychází to, co zastánce Dough McAdam nazývá kognitivní liberalizace, schopnost těch, kteří jsou aktivní v politickém protestu, rozeznat svou kolektivní sílu a využít politické příležitosti, které se jim naskytují. Jak politická opozice vůči požadavkům hnutí slábne, členové mohou pociťovat kolektivní smysl symbolické účinnosti, schopnost nařídit významnou změnu na poli politické scény. Toto otevírá významné možnosti pro hnutí, jednak k naverbování členů, jednak k mobilizaci pod efektivním a koncentrovaným cyklem požadavků.
Během času tyto široké socioekonomické procesy vyvinou, udrží a budou příčinou úpadku uvnitř hnutí. Po svém vývinu může být hnutí ovlivněno úrovní sociální kontroly, která na něj bude dohlížet, ta bude postupně mít vliv na schopnost mobilizace a udržení si členů. Když budou požadavky hnutí zobrazovány jako zaostalé a nepřitažlivé, riskuje tak ztrátu nebo neúspěch získat podporu od vnějších institucí.
Dále může být hnutí ovlivněno oligarchizací, když třída jedinců preferuje ujištění chodu samotného hnutí, radši než neustálé prosazování kolektivních cílů nebo spolupráce, a když je vnější podpora pro hnutí sbírána ve stejný čas, jako je obětována ve prospěch požadavků těchto vnějších institucí. Tato následnost mlže vést ke ztrátě přirozené podpory a spolu s ní i velkého množství podporujícího základních organizací, které byly schopné rychle mobilizovat členy na počátku hnutí.
Meyer (2004) připisuje zásluhy Eisingerovi (1973) za první shrnutí konceptu politických příležitostí tímto způsobem (náznaky se samozřejmě datují ještě dříve). Eisinger si položil otázku, proč se v 60. letech lišila míra nepokojů v souvislosti s rasismem a chudobou na různých místech USA a zaznamenal, že nedostatek viditelných možností pro zapojení utlačovaných nebo zastrašovaných disidentů zvýšil pravděpodobnost nepokojů. A tak neschopnost legálně poukazovat na křivdy byla onou politickou příležitostí vedoucí k zformování a mobilizaci hnutí, která vyjadřovala své rozhořčení protestováním.
Meyer (2004) ve svém přehledu konceptu politických příležitosti poznamenal, že tento širší kontext může ovlivnit:
- „mobilizaci“
- „postup v určitých požadavcích spíše než v jiných“
- „kultivaci některých spojenectví spíše než jiných“
- „užívání určitých politických strategií spíše než jiných“
- a „ovlivňování mainstreamové institucionální politiky“[2]

Klíčovou výhodou tohoto konceptu je to, že vysvětluje, proč sociální hnutí zvyšují svou aktivitu v daný čas. Když nejsou žádné politické příležitosti, jednoduše fakt, že existuje křivda a prostředky, nestačí. Pouze pokud se vyskytují všechny tři složky, tak má hnutí šanci na úspěch.

## Politické příležitosti versus politická struktura
V rámci diskuze o struktuře a činitelích mohou být činy aktivistů (činitelé) chápány jen při pohledu v širším kontextu politických příležitostí (struktura). V dřívějším učení se termín struktura používal jako charakteristika politických příležitostí. Koncept politických příležitostí byl definován jako okolnosti obklopující politickou scénu. Nicméně i sám Tarrow, který tento termín ve svých publikacích dříve používal, nyní tvrdí, že je tento termín zavádějící, neboť většina příležitostí by měla být vnímána jako situační, ne jako strukturální. Koncepty politických příležitostí jsou náchylné ke změnám – mohou se měnit během jednotlivých dní nebo trvat desítky let. Demografické a socioekonomické faktory tvoří strukturu, která ovlivňuje politické aktéry.

## Politický zprostředkovací model
Jednostranný model založený na konceptu politických příležitostí se označuje jako politický zprostředkovací model. Politický zprostředkovací model se zaměřuje na to, jak politický kontext ovlivňuje strategická rozhodnutí politických aktérů. Tento model přesahuje rámec pouhého sledování toho, zda bylo hnutí úspěšné nebo neúspěšné, ale analyzuje i další důsledky, například ty neúmyslné nebo důsledky kolektivních výhod.
Opakem politických příležitostí jsou politická omezení.

## Kritika
Model politických procesů byl kritizován jak strukturálně, tak koncepčně. Kritici naznačují, že teoretikové v oblasti politického procesu využívají příliš široké definice v otázce toho, co tvoří politické příležitosti. Tyto definice se velmi liší od historického kontextu samotného sociálního hnutí. Kromě toho, že koncept politických procesů formuluje hnutí jako právně nebo politicky oddělené od státu, nebere ohled na hnutí vytvořená z kulturní solidarity nebo nepřímo stojící v opozici vůči existujícím pravidlům a předpisům. Kritici tvrdí, že teoretici kladou příliš velký důraz na roli sociálních sítí, zatímco často téměř úplně ignorují kulturní základy, které umožňují vznik a existenci těchto sítí. V reakci na některé kritiky navrhli Doug McAdam, Sidney Tarrow a Charles Tilly výzkumný program Dynamics of Contention, jenž se zaměřuje na určení mechanismů k vysvětlení politických příležitostí, což je lepší než spoléhání se na abstraktní struktury.

## Příklady
MoveOn.org je organizace, která započala svoji činnost v roce 1998 a funguje dodnes. Jedná se o organizaci, která soustřeďuje svůj zájem kolem politických otázek. Umožňuje návštěvníkům založit vlastní petice, které by teoreticky mohly založit sociální hnutí. MoveOn.org také na své hlavní straně nabízí lidem politické články, videa a další petice, pod které se lidé mohou podepsat a zabývat se podobnou problematikou. Mohou tak prohlubovat myšlenku solidarity napříč politickým spektrem.